# Liriomyza insignis
Liriomyza insignis är en tvåvingeart som beskrevs av Spencer 1963. Liriomyza insignis ingår i släktet Liriomyza och familjen minerarflugor. Inga underarter finns listade i Catalogue of Life.